# Così è la vita (film 1930)
Così è la vita (Takový je život, So ist das Leben) è un film del 1930, diretto da Carl Junghans.

## Trama
1. "Giorno di Paga. L'operaio è degno del suo salario". La lavandaia riceve il suo magro compenso del lavoro settimanale. Suo marito è in una bettola in compagnia della sua amante, la cameriera. Loro figlia, estetista, lavora come manicure in un salone di bellezza, ed è impegnata a fronteggiare le molestie di un cliente.
2. "Lavorerai per sei giorni". La domenica, la lavandaia si reca presso il corso d'acqua per proseguire il proprio lavoro. Tornata a casa, sfinita, cade addormentata.
3. "L'ozio è il padre dei vizi". Il marito si presenta in ritardo, come spesso capita, al suo posto di lavoro presso il deposito di carbone, e viene licenziato. La figlia ha problemi col fidanzato, e, a causa di ciò, è disattenta sul lavoro, almeno a giudizio dei ricchi clienti del salone, e viene a sua volta licenziata, principalmente, forse, anche perché non sottostà alle angherie dei molestatori.
4. "Compleanno. Dare rende più felici che ricevere". Al compleanno della lavandaia la figlia, gli amici e il vicino di casa coi suoi figlioletti si presentano per festeggiare. Un grammofono viene sfoderato. Caffè, bevande, dolci e danze. Il marito è assente, è in compagnia della cameriera al bar, e sta festeggiando a suo modo e per motivi suoi mentre sperpera i pochi denari che aveva sottratto alla moglie. Torna casa la sera, ubriaco, e viene messo a letto dalla moglie e dalla figlia.
5. "Le disgrazie non vengono mai da sole". La figlia si ritrova incinta, senza averlo desiderato. Il dottore le chiede una cifra esagerata per abortire, e lei non ha la possibilità di pagare tanto. Torna, afflitta, dalla madre e le racconta il suo problema. Il marito è sempre più dedito al bere.
6. "Dio castiga chi ama". A causa di un movimento rapido compiuto in extremis per salvare la figlia del vicino di casa che sta per cadere dalla finestra, la lavandaia si getta addosso il grosso e pesante pentolone di acqua bollente che era sul fuoco, acqua che si apprestava a usare per il bucato. In seguito alle lesioni e ustioni provocate dall'incidente morirà di lì a qualche giorno. Il marito, non del tutto insensibile, la piange.
7. "Beati i poveri, perché loro è il regno dei cieli" Funerale della lavandaia frequentato dalla consueta cerchia di amici, insieme al marito e alla figlia, e susseguente rinfresco commemorativo offerto dalla migliore amica della defunta nel solito bar; al banco, per conto loro, gli uomini delle pompe funebri si concedono una pausa dopo la giornata di lavoro.

## Produzione
Junghans aveva ultimato la sceneggiatura di Così è la vita già nel 1925, ed in seguito aveva trovato grosse difficoltà nel reperire i fondi per la produzione. Inizialmente Junghans avrebbe voluto girare il film nella sua città, Dresda. Poiché però nessuno in Germania si sentiva propenso a finanziare il progetto, l'ancora inesperto regista si rivolse al comico ceco Theodor Pištěk, al quale offrì il primo ruolo tragico della sua vita – peraltro senza compenso. Pištěk accettò, ed altri attori lo seguirono. L'allora dirigente del Partito Comunista di Germania, Willi Münzenberg, attraverso la sua casa di produzione cinematografica, la Prometheus-Film Ag, si disse disposto a dotare il progetto di una somma di 40.000 Reichsmark; la casa di produzione, nello stesso 1929, realizzò altri due film d'impegno sociale: Jenseits der Straße e Il viaggio di mamma Krause verso la felicità.
Le riprese sono state effettuate a Praga, presso l'Atelier Kavalírka, a partire dall'aprile del 1929, e sono durate alcune settimane.
Nel 1959 il regista Elmar Klos ha realizzato un nuovo montaggio del film, al quale è stata acclusa una colonna sonora di Zdeněk Liška. Nel 1964 Junghans stesso ha realizzato una versione del film con effetti sonori e musica.
Nel 2016, il film è stato restaurato digitalmente dalla Národní filmový archiv ("Archivio cinematografico nazionale") di Praga con il sostegno finanziario di Islanda, Liechtenstein, Norvegia, Ministero della Cultura della Repubblica Ceca e in collaborazione con la Biblioteca Nazionale di Norvegia e CESNET. Il restauro è stato realizzato dal laboratorio Magyar Filmlabor di Budapest. Non disponendo di copie originali del film, "la fonte migliore per la digitalizzazione è risultata essere una copia degli anni Cinquanta, prodotta da una copia risalente con tutta probabilità alla prima uscita del film in Germania nel 1930 e che contiene tutte le scene censurate".

## Distribuzione
Così è la vita, dopo aver ottenuto il visto della censura il 21 Marzo 1930 (vietato ai minori), è uscito in Germania (Berlino) il 24 marzo 1930; la prima praghese è avvenuta il 9 maggio dello stesso anno. "Poche settimane dopo la distribuzione del film all’UFA-Theater di Berlino, alcune scene considerate sessualmente troppo esplicite e indecenti furono censurate in Cecoslovacchia".
In tempi recenti il film è stato programmato nel giugno 2016 all'interno del festival Il Cinema Ritrovato organizzato dalla Cineteca di Bologna; nel luglio dello stesso anno è stato presentato al Festival internazionale del cinema di Karlovy Vary, e nel settembre del 2017 al Telluride Film Festival .
Così è la vita è stato edito in DVD-Video e Blu-ray Disc a cura del NFA (Národní filmový archiv), con didascalie ceche e inglesi (col titolo originale ceco Takový je život).

## Accoglienza
Il film non ha avuto particolare successo di pubblico, anche perché al momento dell'uscita il cinema sonoro aveva già preso il sopravvento.
Per quanto riguarda gli interventi critici in prossimità dell'uscita del film, il regista Alexandr Hackenschmied, uno dei fondatori del movimento cinematografico dell'avanguardia cecoslovacca, in un suo articolo del 1930 dedicato a Così è la vita, apparso sulla rivista "Studio", mette in evidenza alcune caratteristiche tecniche del film: "Lo stile russo del montaggio, basato sulle associazioni di impressioni visive immediate piuttosto che su un dettagliato susseguirsi logico, ha reso possibile creare l'atmosfera delle scene pur in mancanza della lucidità schematica e del chiaro orientamento spaziale e temporale della trama ai quali ci avevano abituati i film americani."
Sul berlinese Vossische Zeitung del 26 marzo 1930, a firma Heinz Pohl, leggiamo: "Qui è raggiunto lo scopo dell'arte filmica, il cui senso è quello di sostituire i gesti alla parola, e di trasfigurare il racconto epico in una descrizione pittorica. Junghans non è né un panflettista politico né un reporter. È un poeta, non un poeta accusatore ma un poeta creativo. Ma le cose che vengono in tal modo create, accusano con ancora maggior voce."
In tempi più recenti, lo storico del cinema Kay Weniger, nella sua biografia di Carl Junghans, afferma di ritenere il film "un capolavoro del realismo cinematografico ceco", e nota che "Così è la vita – uscito suppergiù nello stesso periodo di Il viaggio di mamma Krause verso la felicità, il capolavoro di critica sociale di Phil Jutzi – è ispirato agli schizzi caratteristici di Heinrich Zille che ritraggono il mondo che popola i cortili del popolino berlinese. Il film mostra chiaramente la provenienza di Junghans dal documentario di ispirazione socialista e viene annoverato fra le più significative realizzazioni del cinema proletario".
Il Reclams Filmführer legge: "Così è la vita colpisce ancor oggi con il suo realismo distaccato che non abbellisce poeticamente la routine quotidiana né rischia di mal interpretarla con un pathos fuori luogo. I momenti salienti sono la festa di compleanno della lavandaia, in cui la presunta felicità rivela in realtà chiaramente la ristrettezza della sua esistenza, le scene nel bar e il finale – interramento e veglia funebre con dolci e caffè al suono di una pianola. La casa di produzione Prometheus-Film avrebbe voluto persuadere Junghans a un lieto fine infarcito di slogan di lotta di classe. Ma Junghans era più portato a conferire alla sua lavandaia calpestata e macilenta una dignità composta, cosa che alla Baranovskaja, con la sua padronanza della recitazione, riesce a meraviglia. La regia è stata meno felice in quelle scene che descrivono la collisione con il mondo dei ricchi: nel salone di bellezza, nel deposito di carbone. In questi casi non si è riusciti a evitare l'esagerazione e l'enfasi caricaturistiche".
Jerzy Toeplitz nota che il film ha suscitato "scalpore, nel senso positivo del termine. Nell'opera si lascia chiaramente intravedere la relazione che la scuola cinematografica tedesca della fine degli anni venti ha avuto con i cosiddetti film alla maniera di Zille (…). L'atmosfera è deprimente, l'ambiente è carico di realismo forse esageratamente esasperato, ma Junghans ha saputo trarre da un trafiletto di giornale, apparentemente privo di rilevanza (una lavandaia ha avuto un incidente ed è morta in seguito alle ustioni) una vera e propria tragedia in senso classico, introducendo personaggi progettati in modo eccellente e una catena di implacabili conseguenze. (…)Così è la vita è il canto del cigno della cinematografia muta cecoslovacca. È nello stesso tempo un buon esempio della maturità delle produzioni cinematografiche praghesi, e parimenti dimostra che nonostante le condizioni sfavorevoli derivanti dalla pressione delle tendenze internazionali, era pur sempre possibile produrre buoni film che non avessero di mira il botteghino."
La Buchers Enzyklopädie des Films riporta che "Così è la vita è un appassionato atto d'accusa contro chiunque fosse il responsabile delle condizioni di vita della classe operaia nella Praga degli anni venti. (…) Il valore espressivo del film risiede nella sua amarezza e sulla mancanza di sentimentalismo, che lo collocano nella tradizione dei film proletari degli anni venti."
Nel Lexikon des internationalen Films si legge che "il film girato in Cecoslovacchia da Carl Junghans, su sceneggiatura propria, è un'opera famosa della tarda epoca del cinema muto, che mette in luce le connessioni fra il comportamento individuale e la situazione sociale; preciso nei dettagli, magistrale nel montaggio."
In filmblatt.de leggiamo: "Con il suo Così è la vita girato ancora nel 1930 come film muto, Carl Junghans offre una vivida descrizione delle condizioni dell'epoca, con taglio episodico, con montaggio ritmico e senza pathos combattivo. Vi si trovano personaggi tipizzati del periodo fra le due guerre, provenienti dagli strati più umili della piccola borghesia, la cui caduta nella scala sociale porta all'inevitabile catastrofe. (…) In sette atti, la tragedia prende il suo corso in sette giorni. La morte della lavandaia è seguita da una lunga drammatica sequenza di omaggi al defunto, in cui i partecipanti si ritrovano a far corpo unico in quanto comunità plasmata dal destino. Con la sua proclamata speranza nella resurrezione Junghans non solo ha riconosciuto i valori cristiani tenendo Così è la vita lontano dall'attivismo comunista, ma è riuscito a differenziare il suo lavoro dai film cosiddetti "classici proletari", quali Il viaggio di mamma Krause verso la felicità e Kuhle Wampe.
Nella versione online della rivista "Cinema" il film viene stigmatizzato come "pietra miliare del cinema muto drammatico".